# Lucius Postumius Albinus (Konsul 234 v. Chr.)
Lucius Postumius Albinus († Herbst  216 v. Chr.) entstammte der römischen patrizischen Adelsfamilie der Postumier und war 234 sowie 229 v. Chr. Konsul. Als designierter Konsul für 215 v. Chr. fand er in einem Hinterhalt der Boier den Tod.

## Leben
Laut der Filiation der Fasti Capitolini führten sowohl der Vater als auch der Großvater von Lucius Postumius Albinus das Pränomen Aulus. Somit war Lucius Postumius Albinus wohl der Sohn des Konsuls von 242 v. Chr.
Das erste Mal wurde Postumius 234 v. Chr. gemeinsam mit Spurius Carvilius Maximus Ruga zum Konsul gewählt sowie gleichzeitig sein wahrscheinlicher Vater Aulus Postumius Albinus und der Wahlleiter Gaius Atilius Bulbus zu Zensoren. Postumius kämpfte erfolgreich gegen die Ligurer, konnte dieses Volk aber nicht vollständig unterwerfen und erhielt im Gegensatz zu seinem Konsulatskollegen keinen Triumph bewilligt.
Zu einem auf Grund der unzulänglichen Überlieferung nicht genauer datierbaren Zeitpunkt – möglicherweise 233 oder 228 v. Chr. – war Postumius zum ersten Mal Prätor.
Das zweite Mal erreichte Postumius 229 v. Chr. das Konsulat, wobei er Gnaeus Fulvius Centumalus zum Amtskollegen hatte. Weil Teuta, die Stammeskönigin der illyrischen Ardiaier, Piratenzüge gegen griechische Küstenabschnitte unternommen und italische Kaufleute ausgeplündert hatte, wurde sie 229 v. Chr. von beiden Konsuln im ersten Illyrischen Krieg bekämpft. Von Brundisium aus segelte Postumius mit dem aus 20.000 Infanteristen und 2000 Kavalleristen bestehenden Landheer nach Apollonia, wohin auch sein Kollege Fulvius mit 200 Kriegsschiffen nach der Besetzung der Insel Korkyra kam. Mit vereinten Streitkräften befreiten die Konsuln Epidamnos und führten auch weiterhin erfolgreich gegen Teuta Krieg. Die römische Flotte segelte entlang der illyrischen Küste und eroberte mehrere Städte, erlitt aber vor Nutria große Verluste, wobei mehrere Kriegstribunen und ein Quästor den Tod fanden. Während Fulvius mit dem Großteil der Streitkräfte wieder nach Italien segelte, blieb Postumius mit 40 Schiffen den Winter 229/228 v. Chr. über in Illyrien. Die mit wenigen Getreuen in das stark befestigte Rhizon geflüchtete Teuta musste im Frühling 228 v. Chr. die harten römischen Friedensbedingungen akzeptieren. Durch Gesandte informierte Postumius den Ätolischen und Achäischen Bund über Kriegsgründe und -verlauf sowie über den Friedensvertrag mit der Illyrerkönigin. Trotz seiner kriegerischen Leistungen bekam Postumius wiederum keinen Triumph.
Für die folgenden 12 Jahre ist nichts über Postumius überliefert. Nach der schweren Niederlage des Konsuls Gaius Flaminius gegen Hannibal in der Schlacht am Trasimenischen See wurde Postumius in Abwesenheit, also wohl bereits im Felde stehend, für 216 v. Chr. zum zweiten Mal zum Prätor gewählt. Er hatte die Aufgabe, die Gallier zu bekämpfen. Nachdem Hannibal die Römer 216 v. Chr. in der Schlacht von Cannae erneut vernichtend geschlagen hatte, wurde Postumius wieder in Abwesenheit zum Konsul für 215 v. Chr. designiert, so dass er also für das höchste Staatsamt zum dritten Mal vorgesehen gewesen wäre. In der modernen Forschung wird diese Angabe aber teilweise für eine annalistische Fälschung gehalten. Jedenfalls  sollte Postumius das Jahr 215 v. Chr. nicht mehr erleben. Er marschierte mit etwa 25.000 Mann von Ariminum aus in Richtung Po gegen den Volksstamm der Boier, wurde von diesem aber im Herbst 216 v. Chr. in der Waldwildnis Litana in eine Falle gelockt und fiel dabei  mit vielen seiner Soldaten. Die in Gold gefasste Hirnschale seines abgeschlagenen Hauptes diente den Boiern bei Festen in ihrem Haupttempel als Trinkschale.